# Teargarden by Kaleidyscope
Teargarden by Kaleidyscope fue un álbum de estudio de la banda estadounidense de rock alternativo The Smashing Pumpkins. Es una serie de 44 canciones individuales, las cuales son liberadas una pista a la vez como descarga gratuita en formato MP3 sobre el curso de varios años. Desde el mayo de 2011, diez canciones han sido hechas disponible para libre descarga y dos han sido incluidas en EP de edición limitada. Cada cuatro canciones, se libera un EP.

## Lista de canciones
| 1. | A Song for a Son                           | 7 de diciembre de 2009   | 6:02 | 6:02 |
| 2. | Astral Planes                              | 16 de abril de 2010      | 4:05 | 4:05 |
| 3. | Widow Wake My Mind                         | 18 de enero de 2010      | 4:26 | 4:59 |
| 4. | A Stitch in Time                           | 2 de marzo de 2010       | 3:32 | 3:28 |
| — | Teargarden Theme †                         | —                        | —    | 2:55 |
| Vol. 2: The Solstice Bare 23 de noviembre de 2010· |                                            |                          |      |      |
| 1. | The Fellowship                             | 12 de enero de 2011      | 3:51 | 3:53 |
| 2. | Freak (también conocido como Freak U.S.A.) | 6 de julio de 2010       | 3:51 | 3:54 |
| 3. | Tom Tom                                    | 24 de noviembre de 2010  | 4:04 | 4:04 |
| 4. | Spangled                                   | 14 de septiembre de 2010 | 2:29 | 2:32 |
| — | Cottonwood Symphony †                      | —                        | —    | 3:05 |
| Vol. 3 |                                            |                          |      |      |
| 1. | Lightning Strikes                          | 18 de marzo de 2011      | 3:56 | 3:56 |
| 2. | Owata                                      | 4 de mayo de 2011        | 3:39 | 3:39 |
| Oceania 19 de junio de 2012 |                                            |                          |      |      |
| 1. (11.) | "Quasar"                                   | —                        | —    | 4:55 |
| 2. (12.) | "Panopticon"                               | —                        | —    | 3:52 |
| 3. (13.) | "The Celestials"                           | —                        | —    | 3:57 |
| 4. (14.) | "Violet Rays"                              | —                        | —    | 4:19 |
| 5. (15.) | "My Love Is Winter"                        | —                        | —    | 3:32 |
| 6. (16.) | "One Diamond, One Heart"                   | —                        | —    | 3:50 |
| 7. (17.) | "Pinwheels"                                | —                        | —    | 5:43 |
| 8. (18.) | "Oceania"                                  | —                        | —    | 9:05 |
| 9. (19.) | "Pale Horse"                               | —                        | —    | 4:37 |
| 10. (20.) | "The Chimera"                              | —                        | —    | 4:16 |
| 11. (21.) | "Glissandra"                               | —                        | —    | 4:06 |
| 12. (22.) | "Inkless"                                  | —                        | —    | 3:08 |
| 13. (23.) | "Wildflower"                               | —                        | —    | 4:42 |
| Los números entre paréntesis indican el orden de las pistas de Teargarden by Kaleidyscope. "—" Indica un espacio no aplicable o desconocido. "†" Indica una pista adicional en vinilo que está incluido en el box set y sin lanzamiento como MP3. |                                            |                          |      |      |